# Perspektiven der Wirtschaftspolitik
Perspektiven der Wirtschaftspolitik (PWP, Перспективы экономической политики) — международный экономический журнал. Издаётся Союзом социальной политики с 2000 г. на немецком языке. В редакционный совет журнала входят известные экономисты Л. Фельд и Ю. фон Хаген.
В журнале публикуются статьи по экономической теории и смежным дисциплинам, не исключая и теорию бизнеса.
Периодичность выхода журнала: 4 номера в год.